# 安倍エレナ
安倍 エレナ（あべ えれな、1993年10月19日 - ）は、日本の女性ファッションモデル、女優、タレントである。

## 略歴
2005年3月から、スターダストプロモーションのアイドルグループ「Power Age」のメンバーとして活動。同年9月号の『ピチレモン』（学習研究社）から専属モデルとして活動開始。
2007年、映画「ライラの冒険/黄金の羅針盤」のライラ役の日本版吹き替え声優を決定するGyaOの『ライラの冒険 黄金の羅針盤ファンタジー・ヒロイン・オーディション』に参加。最終選考まで進むが、惜しくも落選した。
2009年2月をもって、Power Ageから離脱した。同年4月号の『ピチレモン』で専属モデルを卒業した。
2010年に一時芸能界を引退するが、2011年に再び復帰。

## 人物
- 韓国が大好きで韓国語を話せる。
- 現在はTwitterやGREEで芸能人ブログをやっている。
- 以前所属していたスターダストプロモーションから、公式プロフィール、及び公式ブログは削除されており、他事務所への移籍したものかと思われるが、本人ならびに事務所からの公式発表はない。

## 出演

### ドラマ
- 母親失格（2007年1月 - 3月、フジテレビ）中原みく役
- キューティーハニー THE LIVE（2007年、テレビ東京系）第8,12話 - 蛤学園の生徒役
- RHプラス（2008年、TOKYO MX）第7話

### 映画
- 少女戦士伝シオン（2010年）バキラ役

### 舞台
- あべ一座 旗揚げ公演 あべ上がりの夜空に（2009年7月11日、NHKホール）

### バラエティー
- 99プラス「ティーン誌の現役トップモデルが登場」（2008年3月18日深夜、日本テレビ）

### CM
- NTT西日本セキュリティ訴求「知らない間に」篇（2006年6月 - 12月）
- 石屋製菓 白い恋人秋篇（2006年7月 - ）
- ジョンソン・エンド・ジョンソン アキュビュー　アドバンス
- G-mode（2007年）

### 雑誌
- ピチレモン（学習研究社、2005年9月号 - 2009年4月号）専属モデル
- ピュアピュア（辰巳出版）

### WEB
- 明治製菓 チョコレートンの冒険　第4話
- サークルリンク（2006年10月28日 - 2クール）レポーター